# Piano Concerto No. 14 (Mozart)
Concerto cho piano số 14, cung Mi giáng trưởng, K. 499 là tác phẩm của nhà soạn nhạc thiên tài người Áo Wolfgang Amadeus Mozart. Tác phẩm này được Mozart viết vào năm 1784. Đây là tác phẩm đầu tiên ông đưa vào ghi chú các tác phẩm của bản thân, một ghi chú mà ông giữ trong vòng bảy năm (trong ghi chú này ông có viết về chủ đề chính, ngày sáng tác và những thông tin quan trọng khác của tác phẩm của các tác phẩm). Theo ghi chú này, ông hoàn thành tác phẩm vào ngày 9 tháng 2.
Trong cùng năm 1784, Mozart có viết các bản concerto cho piano, và trong một bức thư gửi cha mình vào tháng 5, ông có nói rằng giữa các bản concerto số 15 và số 16 "không thể lựa chọn được tác phẩm hay giữa chúng" nhưng "bản cung Mi giáng trưởng không hề cùng hàng với chúng, nó là một sự riêng biệt". Bản concerto cho piano số 14 là bản concerto đầu tiên trong hàng loạt các bản concerto thể hiện sự chín chắn trong sáng tác của Mozart, và những nhà phê bình âm nhạc như Cuthbert Girdlestone và Arthur Hutchings đánh giá rằng đây là một trong những bản concerto hay nhất, đặc biệt chương 3 là một đỉnh cao. 

## Đặc điểm các chương
Như truyền thống nhạc cổ điển châu Âu, tác phẩm của Mozart gồm có 3 chương theo cấu trúc nhanh-chậm-nhanh:

### Chương 1:Allegro vivace
Đây là chương được mở đầu bởi dàn nhạc giao hưởng. Sau đoạn dạo đầu hơn 2 phút, piano bước ra để trở thành nhân vật chính của chương nhạc. Nếu lắng nghe tác phẩm này, ta có thể cảm nhận chương đầu mang phong cách của Joseph Haydn, nhưng ta cũng cảm nhận phong cách không lẫn vào đâu được của Mozart. 

### Chương 2:Andantino
Chương 2 được viết ở cung Si giáng trưởng. Vẫn là dàn nhạc giao hưởng giới thiệu cho chúng ta chủ đề của chương nhạc. Và cũng sau có hơn 2 phút, piano trở lại vị trí trung tâm của mình. Nếu nghe các bản concerto dành cho piano của Mozart, ta sẽ phát hiện ra một điều: Phong cách của chương này khá giống với chương 2 của bản số 20, một trong hai bản concerto cho piano hiếm hoi mà Mozart viết ở cung nhạc thứ. Chủ đề chính của chương nhạc được biểu diễn lại vài lần trước khi kết thúc nhẹ nhàng trong tiếng du dương của piano. 

### Chương 3: Allegro ma non troppo
Chương nhạc cuối cùng này cũng có cách mở đầu giống như 2 chương trước. Một lần nữa, dàn nhạc lại là chủ nhân của phần mở đầu câu chuyện, gợi nhớ đến chủ đề sẽ được diễn tả, rồi piano lặp lại chủ đề và biến tấu theo ý của mình để trở lại là nhân vật trung tâm. Chủ đề của tác phẩm này được diễn tả như một điệu múa thướt tha vậy, nhưng ở cuối tác phẩm thì nó lại trở thành một khúc nhạc như rondo nhanh, mang chất Mozart.